# استفان فرنیاک
استفان فرنیاک
(به اسلواکی: Štefan Fernyák) (زادهٔ ۲ ژوئن ۱۹۷۳) کشتی‌گیر سابق اهل اسلواکی است. او در دو دورهٔ بازی‌های المپیک ۲۰۰۰ سیدنی و ۲۰۰۴ آتن رقابت کرد که به مقام‌های هشتم و شانزدهم رسید.